# The Book of Henry
The Book of Henry es una película dramática estadounidense de 2017 dirigida por Colin Trevorrow y escrita por Gregg Hurwitz. Está protagonizada por Naomi Watts, Jaeden Martell, Jacob Tremblay y Dean Norris.
La película fue estrenada en el Festival de Cine de Los Ángeles el 14 de junio de 2017, para luego ser estrenada en cines por Focus Features el 16 de junio. La película recibió críticas generalmente negativas de expertos, criticando sus giros inesperados, su tono narrativo y la dirección de Trevorrow. A pesar de ello, el elenco recibió elogios de los mismos.

## Sinopsis
Atención: este texto no es un resumen. Aquí se explica toda la película, incluido el final. Téngalo en cuenta si aún no ha visto el film.
En una pequeña ciudad suburbana en el valle de Hudson, el genio de un niño de 11 años Henry Carpenter (Jaeden Martell) y su hermano menor Peter (Jacob Tremblay) están siendo criados por su madre soltera Susan (Naomi Watts), una camarera que se dedica a la escritura de libros infantiles. Henry ha utilizado su intelecto para invertir con éxito en el mercado de valores, acumulando un gran ahorro para su familia. Henry también protege a Peter de un abusador escolar y construye máquinas Rube Goldberg en su casa del árbol. Henry y Susan adoran a su vecina de al lado (y la compañera de clase de Henry que iba con moretones a clases), Christina Sickleman Maddie Ziegler, quien recientemente se ha vuelto muy callada.
Una noche, Henry ve a Christina siendo abusada por su padrastro, Glenn Sickleman (Dean Norris), el comisionado de la policía local. Henry denuncia el abuso a Servicios Sociales y a la directora de la escuela, Janice Wilder, pero Glenn tiene conexiones en todo el gobierno local, y Wilder se resiste a desafiar al comisionado sin "pruebas concluyentes". Henry no puede conseguir que las autoridades inicien una investigación seria que proteja a Christina. Henry le dice a su madre que cuando alguien está en problemas, aquellos que pueden ayudar deben actuar. Así que desarrolla un plan detallado para rescatar a Christina y lo anota en un cuaderno. Después de una violenta convulsión, Henry es llevado al hospital, donde se le diagnostica un tumor cerebral y se le realiza una cirugía. Sabiendo que moriría, le pide a su hermano Peter que le entregue el cuaderno a su madre. Días después, Henry muere en los brazos de Susan en el hospital.
Susan está angustiada por la muerte de Henry y tiene dificultades para trabajar sin él, pero cuando Peter le entrega el cuaderno, se enfoca en el plan de Henry. Susan intenta, pero no logra, interesar a una agencia de Servicios Sociales cercana a abrir una investigación. Una noche, desde la ventana de la habitación de Peter, ve a Glenn en la habitación de Christina y decide llevar a cabo el plan. El cuaderno y una cinta de casete que lo acompaña describen el plan de Henry paso a paso para matar a Glenn con un rifle de francotirador mientras cubre las huellas de Susan para que sea imposible rastrear el asesinato hasta ella. La coartada de Susan se proporcionará ejecutando el asesinato mientras Christina y Peter se presentan en un espectáculo de talentos de la escuela.
Susan se escapa del espectáculo de talentos y pone el plan en marcha. Sin embargo, cuando está a punto de apretar el gatillo, se da cuenta de que el plan de Henry, aunque es ingenioso, salió de la mente de un niño y que debe actuar como un adulto. Ella inmediatamente se enfrenta a Glenn y le dice que lo va a exponer por lo que le ha hecho a Christina. Glenn responde que todos le creerán a él, no a ella, y él le dice que va a llamar a su jefe de policía para que venga y la arreste. Al mismo tiempo, afectada por el desempeño de la danza de Christina en el show de talentos, la directora Wilder decide seguir adelante con la acusación de abuso y en contacto con las autoridades. Glenn regresa a casa, llama a su contacto en Servicios Sociales y se entera de que se está abriendo una investigación sobre su abuso a Christina. Cuando la policía llega a su casa, Glenn se suicida. Susan adopta legalmente a Christina como su hija. También termina de escribir uno de sus libros infantiles, como Henry le había pedido que hiciera.

## Reparto
- Naomi Watts como Susan Carpenter
- Jaeden Martell como Henry Carpenter
- Jacob Tremblay como Peter Carpenter
- Sarah Silverman como Sheila
- Lee Pace como Dr. David Daniels
- Maddie Ziegler como Christina Sickleman
- Dean Norris como Glenn Sickleman
- Bobby Moynihan como John
- Tonya Pinkins como Janice Wilder
- Geraldine Hughes como la señora Evans
- Maxwell Simkins como Tom
- Jackson Nicoll como Morris
- Donetta Lavinia Grays como Leah

- Datos: Q21098696